# جو بکر (دوچرخه‌سوار)
جو بکر (انگلیسی: Joe Becker; ۱۴ سپتامبر ۱۹۳۱ – ۱۱ ژوئن ۲۰۱۴) دوچرخه‌سوار اهل ایالات متحده آمریکا بود. وی در بازی‌های المپیک تابستانی ۱۹۵۶ شرکت کرده است.